# Augustin Bea

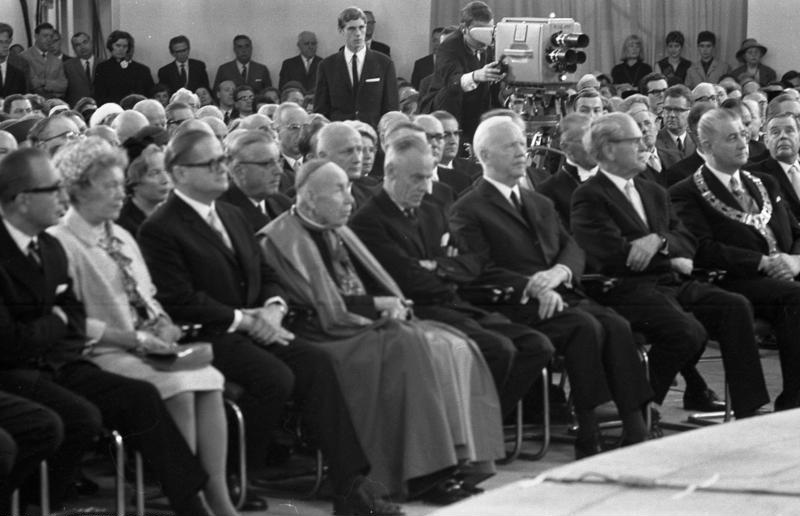
1. Reihe, 4. v. l.: Augustin Kardinal Bea in Kardinalstracht (1966)

Wappen von Augustin Kardinal Bea

Augustin Kardinal Bea SJ (* 28. Mai 1881 in Riedböhringen bei Donaueschingen; † 16. November 1968 in Rom) war ein Kurienkardinal der römisch-katholischen Kirche.

## Leben
Nach dem Besuch der Volksschule in Riedböhringen (1888 bis 1893) und Gymnasialstudien an der „Lender’schen Heimschule“ in Sasbach, am Konradihaus und am Gymnasium in Konstanz (1897 bis 1898) sowie am Erzbischöflichen Gymnasial-Konvikt in Rastatt (1898 bis 1900) erwarb Bea, Sohn eines Zimmermanns, im Juni 1900 sein Abitur in sämtlichen wissenschaftlichen Fächern mit „sehr gut“.

### Studium
Bea studierte an der Universität Freiburg im Breisgau von 1900 bis 1902 Katholische Theologie. Am 8. April 1902 trat Bea in den Jesuitenorden ein. Nach zweijährigem Noviziat studierte er von 1906 bis 1907 Philosophie am Ignatiuskolleg zu Valkenburg (Niederlande) und wurde 1907 Präfekt am Kolleg der Gesellschaft Jesu in Sittard (Niederlande). Nach einem kurzen Studienaufenthalt im Sommersemester 1910 in Innsbruck, wo er klassische Philologie studierte, setzte er 1910 sein Theologiestudium in Valkenburg fort und empfing dort durch Hermann Jürgens am 25. August 1912 das Sakrament der Priesterweihe. 1913 promovierte er zum Dr. theol. Anschließend studierte er 1913 an der damaligen Berliner Friedrich-Wilhelms-Universität, der heutigen Humboldt-Universität, noch ein Semester Orientalistik und wurde 1914 Superior der Jesuiten-Kommunität Aachen (Statio X.).

### Wissenschaftliche Tätigkeit
1917 wurde Bea zum Professor der alttestamentlichen Exegese und zum Studienpräfekt im Ignatiushaus zu Valkenburg berufen und 1921 zum Provinzial der neu gegründeten Oberdeutschen Ordensprovinz der Gesellschaft Jesu in München ernannt. 1924 übernahm er den Lehrstuhl für biblische Theologie an der Päpstlichen Universität Gregoriana und wurde zugleich Superior des Ordensinstitutes für Spezialisierung in Philosophie und Katholische Theologie in Rom. 1924 wurde er Professor für Biblische Einleitungswissenschaft und alttestamentliche Exegese. 1929 übernahm er das Amt des Visitators der Katholischen Universität Tokio und der Ordensmission in Japan. Von 1930 bis 1949 war er Rektor des Päpstlichen Bibelinstituts.
Als Vorsitzender der Kommission für die neue lateinische Übersetzung der Psalmen (1940–1949), die vom Bibelinstitut im Auftrag von Papst Pius XII. bearbeitet wurde, erwarb sich Bea große Anerkennung.

### Kirchliche Laufbahn
Bea war der Beichtvater von Papst Pius XII., den er schon in dessen Zeit als Nuntius im Deutschen Reich theologisch und kirchenpolitisch beraten hatte. In der römischen Kurie übernahm er als Konsultor Aufgaben in verschiedenen Kommissionen und Kongregationen. 1931 wurde er zum Konsultor der Päpstlichen Bibelkommission ernannt, 1936 zum Konsultor der Seminarien- und Universitätenkongregation, seit 1949 zusätzlich Konsultor der Kongregation des Heiligen Offiziums und seit 1950 als Konsultor der Ritenkongregation.
Am 14. Dezember 1959 erfolgte die Kreierung zum Kardinal und die Ernennung zum Kardinaldiakon mit der Titeldiakonie San Saba, einer frühmittelalterlichen Kirche auf dem kleinen Aventin. Sein Wahlspruch lautete: In nomine Domini Jesu („Im Namen Jesu, des Herrn“). Als Kardinal wurde er Mitglied der Ritenkongregation, der Seminarien- und Universitätenkongregation, der Kongregation für die Orientalische Kirche sowie der Kommission für Bibelstudien.
Darüber hinaus wurde Bea Präsident des von Johannes XXIII. durch das Motu proprio Superno Dei nutu vom 5. Juni 1960 eingesetzten Sekretariats für die Förderung der Einheit der Christen. Am 18. Oktober 1960 beauftragte der Papst Bea damit, eine Erklärung über die Beziehungen der Kirche zum Judentum vorzubereiten.
Am 19. April 1962 empfing Bea durch Papst Johannes XXIII. die Bischofsweihe und erhielt die Titeldiözese Germania in Numidia, Mitkonsekratoren waren Kardinal Giuseppe Pizzardo und Kardinal Benedetto Aloisi Masella. 1963 wurde er Mitglied der Päpstlichen Kommission für die Reform des Kirchenrechts und des Heiligen Offiziums und 1964 in das Consilium zur Ausführung der Liturgiekonstitution des Konzils berufen. 1965 wurde er zum Präsidenten der Päpstlichen Kommission für die Neo-Vulgata ernannt. Zusammen mit Johannes Willebrands gab er 1967 den Anstoß zur Gründung der Katholischen Bibelföderation.
Er nahm am Zweiten Vatikanischen Konzil teil, und aus seiner 1960 für Johannes XXIII. vorbereiteten Arbeit ging die Erklärung Nostra Aetate hervor, die dem jahrhundertealten Vorwurf widersprach, dass die Juden „Gottesmörder“ seien. Auch an der Entstehung des Ökumene-Dekrets Unitatis redintegratio sowie der Erklärung über die Religionsfreiheit Dignitatis humanae war Bea maßgeblich beteiligt. Er soll einen „überragenden Einfluss auf Geist und Ausgang des Konzils“ gehabt haben.

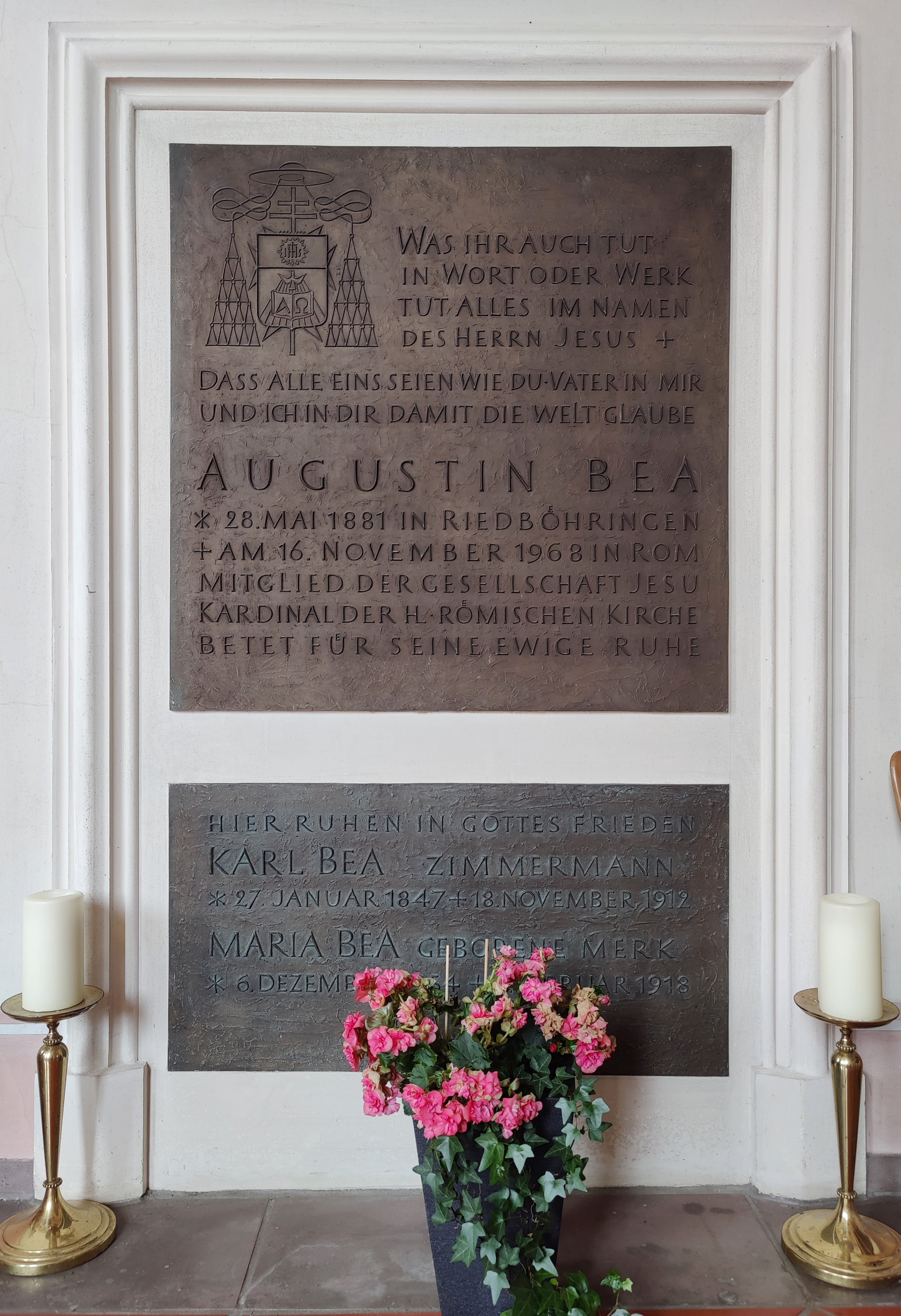
Grabstätte von Kardinal Bea und seiner Eltern in der Pfarrkirche St. Genesius in Riedböhringen

Kurz vor seinem Tod im Jahr 1968 wurde er zudem als Mitglied in die Kongregation für die Evangelisierung der Völker berufen.
Seine letzte Ruhestätte fand Kardinal Bea in der Pfarrkirche St. Genesius in seinem Heimatort Riedböhringen.

## Ehrungen

### Ehrendoktorwürden
- Universität Wien
- 1949 Albert-Ludwigs-Universität Freiburg (Deutschland)
- Universität Freiburg (Schweiz)
- Fordham University (New York, USA)
- Harvard University (Cambridge, USA)
- Boston College (Boston, Massachusetts)
- Katholische Universität von Amerika, Washington, D.C.
- Gonzaga University (Spokane, WA/USA)
- St. Joseph’s College (Philadelphia PA, USA)

### Ehrensenator
- der Universität Freiburg (Schweiz)

### Ordentliches Mitglied
- der Päpstlichen Theologischen Akademie, Rom
- der Internationalen Päpstlichen Marianischen Akademie, Rom
- Ehren- und Devotions-Großkreuzritter des Souveränen Malteserordens
- der Görresgesellschaft
- der American Academy of Arts and Sciences (1965)

### Ehrenmitglied
- der Old Testament Society
- der Pontificia Accademia Romana di Archeologia
- der Akademie von Athen
- der American Academy of Arts and Sciences (Boston/USA)

### Auszeichnungen
- Bayerischer Verdienstorden[5]

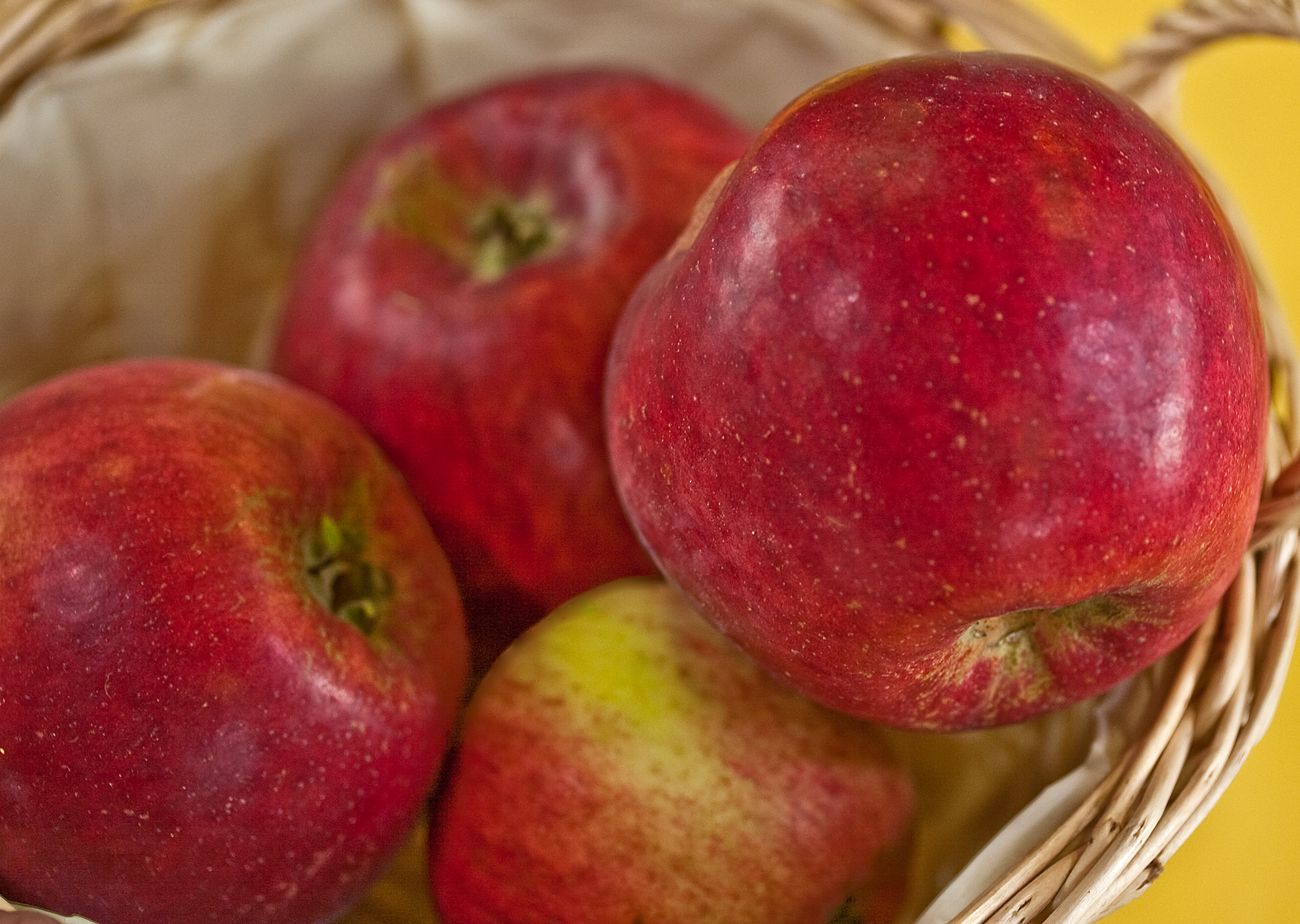
Apfelsorte Kardinal Bea

- 1954 Großes Verdienstkreuz des Verdienstordens der Bundesrepublik Deutschland
- Großkreuz der französischen Ehrenlegion
- Großkreuz des griechischen Ordens Georgs I.
- 1960 Großkreuz des Verdienstordens der Bundesrepublik Deutschland
- 1965 Internationaler Preis für die Brüderlichkeit der Fellowship Commission (International Fellowship Award), Philadelphia, Pa./ USA
- 1966 Friedenspreis des Deutschen Buchhandels, zusammen mit Visser’t Hooft[6]
- 1967 Preis für Human Relations der Society for Family of man (New York)

### Sonstiges
- Nach dem Zweiten Vatikanischen Konzil wurde der nach ihm benannte Augustin-Bea-Preis der Internationalen Stiftung HUMANUM gestiftet.
- Ihm zu Ehren erhielt die Apfelsorte Kardinal Bea ihren Namen.

## Bibliografie (Auswahl)
- Die neue lateinische Psalmenübersetzung. Ihr werden und ihr Geist. Freiburg i. Brsg. 1949.
- Die Einheit der Christen, Probleme und Prinzipien, Hinweise und Mittel, Verwirklichungen und Aussichten. Freiburg i. Brsg. 1963.
- Von Christus erfaßt. Meitingen / Freising 1966.
- Die Kirche und das jüdische Volk. Freiburg i. Brsg. 1966.
- Der Weg zur Einheit nach dem Konzil. Freiburg i. Brsg. 1966.
- Die Kirche und die Menschheit. Freiburg i. Brsg. 1967.
- Der Ökumenismus im Konzil – Öffentliche Etappen eines überraschenden Weges. Freiburg i. Brsg. 1969.